# Nelo crescens
Nelo crescens là một loài bướm đêm trong họ Geometridae.